# جیمز ال. الکورن
جیمز ال. الکورن (به انگلیسی: James L. Alcorn) سناتور سابق عضو حزب جمهوری‌خواه ایالات متحده آمریکا بود. وی در سال ۱۸۷۱ تا ۱۸۷۷ میلادی سناتور ایالت میسیسیپی در سنای ایالات متحده آمریکا بود.